# Rahula-Napanurga
Rahula-Napanurga este o arie protejată (arie specială de conservare — SAC, sit de importanță comunitară — SCI) din Estonia întinsă pe o suprafață de 214,9 ha, integral pe uscat.

## Localizare
Centrul sitului Rahula-Napanurga este situat la coordonatele 59°03′08″N 24°21′44″E / 59.0523°N 24.3621°E.

## Înființare
Situl Rahula-Napanurga a fost declarat sit de importanță comunitară în aprilie 2004 pentru a proteja 1 specie de plante. Situl a fost protejat și ca arie specială de conservare în iulie 2006.

## Biodiversitate
Situată în ecoregiunea boreală, aria protejată conține 6 habitate naturale: Liziere de ierburi înalte hidrofile de câmpie și de nivel montan până la alpin, Mlaștini turboase de tranziție și turbării mișcătoare, Mlaștini alcaline, Taiga vestică, Păduri caducifoliate de mlaștină fino-scandinave, Mlaștini împădurite.
La baza desemnării sitului se află o specie protejată de  plante: Saussurea alpina subsp. esthonica.